# Haumea
Haumea är en skapelse- och modersgudinna i mytologin på Hawaii. 
Haumea sas vara den som införde barnafödandet och var själv upphov till eldgudinnan Pelé. Hon var inte alltid välvilligt inställd.
Haumea kontrollerade även tillgång på ätliga grönsaker precis som maoriernas gud Haumia.